# Dinastia Zhou Settentrionale
La dinastia Zhou Settentrionale (北周S, Běi ZhōuP) regnò sulla Cina del nord-ovest dal 557 al 577 quindi, dopo aver sconfitto i Qi, su tutta la Cina settentrionale dal 577 al 581, durante il periodo delle Dinastie del Nord e del Sud. Fu preceduta dalla dinastia Wei Occidentale (西魏, xī wèi) e seguita dalla dinastia Sui, che riunificò la Cina nel 589.

## Sovrani della dinastia Zhou del nord
1. Xiao Min Di (Yumen Jue) (557 - 557)
2. Ming Di (Yumen Yu) (557 - 561)
3. Wu Di (Yumen Yong), imperatore della Cina del Nord-Ovest (561 - 577) poi della Cina settentrionale (577 - 578)
4. Xuan Di (Yumen Yun) (578 - 579)
5. Jing Di (Yumen Chan) (579 - 581)

## Cronologia politica del periodo

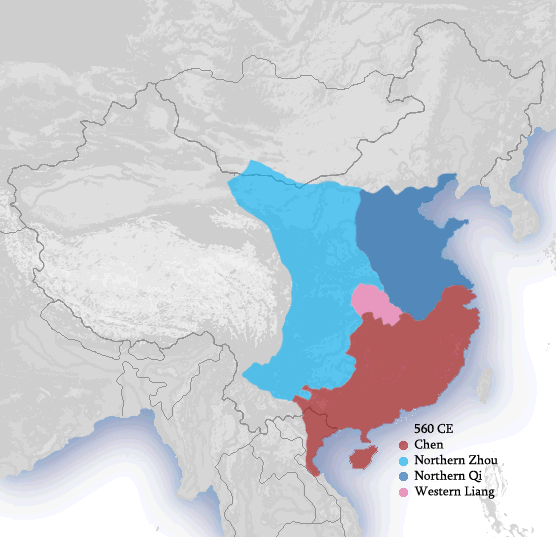
Suddivisioni della Cina, 535-560 d.C. da Albert Herrmann History and Commercial Atlas of China Harvard Press.(1935). Il regno Zhou settentrionale è in azzurro.

| « Tre Regni » 220-280 : 60 anni                                 | « Tre Regni » 220-280 : 60 anni                         |
| --------------------------------------------------------------- | ------------------------------------------------------- |
| Cina del Nord : Cao Wei a Luoyang                               | Cina del Sud-Ovest: Shu Cina del Sud-Est : Wu           |
| Breve riunificazione : Dinastia Jìn a Luoyang 265-316 : 51 anni |                                                         |
| Nuova frammentazione                                            |                                                         |
| al Nord : «Sedici regni» : 304-439 : 135 anni                   | al Sud : Dinastia Jin orientale: 317-420 : 103 anni     |
| « Dinastie del Nord »                                           | « Dinastie del Sud »                                    |
| Dinastia Wei settentrionale: 386-534 : 148 anni                 | Dinastia Liu Song 420-479 : 59 anni                     |
| Dinastia Wei dell'Est: 534-550 : 16 anni                        | Dinastia Qi o Qi del Sud 479-502 : 23 anni              |
| Dinastia Wei dell'Ovest: 535-556 : 21 anni                      | Dinastia Liang : 502-557 : 55 anni                      |
| Dinastia Qi del Nord: 550-577 : 27 anni                         | Liang posteriore o Liang meridionale: 555-587 : 32 anni |
| Dinastia Zhou del Nord: 557-581 : 24 anni                       | Dinastia Chen: 557-589 : 32 anni                        |